# Spodoptera evanescens
Spodoptera evanescens là một loài bướm đêm trong họ Noctuidae.